# Linia kolejowa Petersburg – Gatczyna
Linia kolejowa Petersburg – Gatczyna – linia kolejowa w Rosji łącząca petersburski Dworzec Bałtycki ze stacją Gatczyna Warszawska. Zarządzana jest przez region petersbursko-witebski Kolei Październikowej (część Kolei Rosyjskich). 
Linia położona jest w Petersburgu i w obwodzie leningradzkim. Na całej długości jest zelektryfikowana i dwutorowa.

## Historia
Linia od okolic dzisiejszego przystanku Aeroport do Gatczyny została otwarta w 1853 i w 1862 została fragmentem Kolei Warszawsko-Petersburskiej. W 1967 przebudowano linię na terenie Leningradu, likwidując jej połączenie z Dworcem Warszawskim i łącząc ją z Dworcem Bałtyckim.
Początkowo leżała w Imperium Rosyjskim, następnie w Związku Sowieckim. Od 1991 znajduje się w granicach Rosji.